# Digulia kochi
Digulia kochi är en tvåvingeart som beskrevs av Meijere 1913. Digulia kochi ingår i släktet Digulia och familjen blomflugor. Inga underarter finns listade i Catalogue of Life.